# Programa Nacional do Livro Didático
O Programa Nacional do Livro e do Material Didático (PNLD) é um programa do Ministério da Educação do Brasil que tem por objetivo principal avaliar e distribuir livros didáticos, pedagógicos e literários, de forma universal e gratuita, às escolas públicas das redes de ensino básico e também às instituições de educação infantil sem fins lucrativos e conveniadas com o Poder Público.

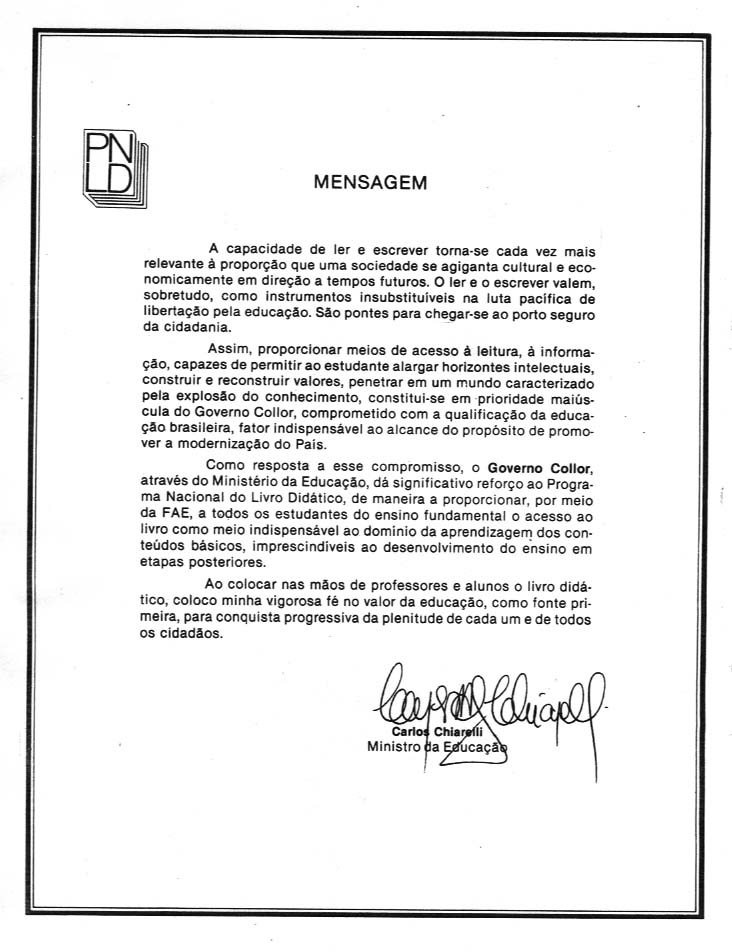
Mensagem do Ministro da Educação do Governo Collor, Carlos Chiarelli.

## Histórico
O Programa Nacional do Livro Didático (PNLD) é o mais antigo dos programas voltados à distribuição de obras didáticas aos estudantes da rede pública de ensino brasileira. A origem do programa pode ser associada à criação do Instituto Nacional do Livro (INL), em 1929, que buscava elaborar leis sobre políticas educacionais envolvidas ao livro didático.
Depois de inúmeros programas, em 1985, com a instituição do Decreto nº 91.542, de 19/8/85, o PNLD foi criado para promover a universalização e melhoria da educação básica. Apesar de bem-intencionado, a compra e a distribuição proposta não atendiam todos os alunos da educação básica pública nem todos os segmentos e disciplinas, uma vez que não havia a definição de uma regularização.
Na década de 1990, os docentes passaram a atuar mais ativamente na etapa de seleção do livro. Todavia, durante o governo do presidente Fernando Collor, parte do programa chegou a ser suspensa. Em 1992, a distribuição dos livros foi comprometida por limitações orçamentárias, restringindo-se o atendimento até a 4ª série do Ensino Fundamental.
O ano de 1993 representou um marco em relação à política voltada para os materiais didáticos. São definidos critérios para avaliação dos livros didáticos, com a origem das comissões avaliadoras na Portaria 1.130, de 5 de agosto de 1993.
Até 1995, a entrega era limitada a poucas séries e não tinha regularidade. De forma gradativa, volta a universalização da distribuição do livro didático no ensino fundamental. Em 1995, são contempladas as disciplinas de matemática e língua portuguesa. Em 1996, a de ciências e, em 1997, as de geografia e história.
Desde o ano de 1996, a Secretaria de Educação Básica tem a responsabilidade de coordenar e avaliar o conteúdo das obras inscritas no PNLD, em parceria com universidades públicas. O programa se fortaleceu quanto às regularizações, visto que a avaliação dos livros ficou mais rigorosa e criteriosa e a distribuição passou a seguir regras e leis. Em 1997, o PNLD passou a alcançar todas os anos e componentes curriculares do Ensino Fundamental.
O Ensino Médio, inclusive a modalidade ligada à Educação de Jovens e Adultos (EJA), passou a ser atendido de forma completa pelo programa no ano de 2011. Em 2012, o PNLD passou a incluir, além de livros impressos, material multimídia em DVD, com jogos, simuladores e infográficos para serem utilizados como recurso didático.
No edital de 2019, o PNLD trouxe uma outra inovação: a aquisição de livros com formato digital e acessíveis à tecnologia que permite recursos de acessibilidade. Além disso, os livros digitais permitem uma maior interação com aluno e possibilidade de recursos multimodais.
Com o Decreto nº 9.099, de 18 de julho de 2017, as ações anteriormente contempladas pelo Programa Nacional do Livro Didático (PNLD) e pelo Programa Nacional Biblioteca da Escola (PNBE) foram unificadas. Com nova nomenclatura, o Programa Nacional do Livro e do Material Didático – PNLD também teve seu escopo ampliado com a possibilidade de inclusão de outros materiais de apoio à prática educativa para além das obras didáticas e literárias: obras pedagógicas, softwares e jogos educacionais, materiais de reforço e correção de fluxo, materiais de formação e materiais destinados à gestão escolar, entre outros.

## O programa em números
Em 2009, o programa entregou através dos Correios 103 milhões de livros a 140.000 escolas em todo o Brasil. Este é, atualmente, o maior programa de distribuição no Brasil, superando a distribuição de vacinas contra a rubéola (84 milhões de doses na última campanha). 99% dos livros são entregues antes do início do ano letivo, sendo menos de 1% entregues em endereço errado ou com conteúdo trocado.
Entre o final de 2019 e início de 2020, foram distribuídos mais de 172 milhões de livros aos alunos e professores de toda a educação básica do país.